# سيرينا روسي
سيرينا روسي (بالإيطالية: Serena Rossi)‏ هي مقدمة تلفزيونية ومغنية وممثلة إيطالية، ولدت في 31 أغسطس 1985 بنابولي في إيطاليا.

## وصلات خارجية
- سيرينا روسي على موقع IMDb (الإنجليزية)
- سيرينا روسي على موقع روتن توميتوز (الإنجليزية)
- سيرينا روسي على موقع ميوزك برينز (الإنجليزية)
- سيرينا روسي على موقع ديسكوغز (الإنجليزية)
- سيرينا روسي على موقع قاعدة بيانات الفيلم (الإنجليزية)
- سيرينا روسي على موقع كينوبويسك (الروسية)